# Zhao Shuang
Zhao Shuang (赵爽S, Zhào ShuǎngP; Heilongjiang, 21 giugno 1990) è un'ex cestista cinese.

## Carriera
Con la Cina ha vinto i FIBA Asia Championship for Women 2011. Ha inoltre disputato i Giochi della XXX Olimpiade.